# テストの花道
『テストの花道』（テストのはなみち）は、NHK教育テレビ（NHK Eテレ）で2010年3月29日から2014年3月17日まで毎週月曜日 19:25 - 19:55（JST）に放送されていた日本の教養・バラエティ番組。ステレオ放送、文字多重放送を実施。
2016年4月から、『テストの花道 ニューベンゼミ』として、2015年度の新作で放送された内容をもとにした毎週の放送が再開され、2017年4月からリニューアルが図られた。

## 概要
2010年3月29日放送開始。同年2月23日にはパイロット版が放送された。
高校生向けに勉強の仕方を教え、テストのための「思考力」をつけることを目的とする番組である（下記）。最終目標は志望大学に合格すること。「勉強クラブ」（略称BENBU、ベンブ）という課外活動として現役高校生に実際に問題を考えさせる。
公式サイトから視聴者の一般の高校生をベンブ会員として募集。会員はサイト上でさまざまな特典を受けられる。
番組では、「花道の先輩」という難関大学に通う大学生たちが毎回のテーマに即してアドバイスや体験談などを話す。2010年度は土曜日の再放送の直後に『テストの寄り道』というスピンオフの5分番組があり、部員の悩み、質問に花道の先輩が答えた（2011年4月16日に1回のみ復活）。
番組出演中のベンブ部員には必ずニックネームがあり、番組では主にニックネームで呼ばれる。番組出演中のベンブ部員は公式サイトで部日誌（ブログ）を公開している。第一期生の真田佑馬と野澤祐樹、第二期生の仲田拡輝と半澤暁は所属事務所の関係上、1日（24時間）のみの公開となっている。
夏休みと年末年始には特番が組まれる。夏の特番においては、「英単語暗記選手権」と題して、花道の先輩のアドバイスを受けながら部員間での暗記力を競い合う。2011年は東日本大震災被災地支援特番として放送され、出演中の部員・花道の先輩が宮城県石巻市や岩手県釜石市などに出張し、現地高校生も参加した。また特番と同時期には、「ラジオでも花道」というスピンオフ番組がラジオ第1またはラジオ第2にて数時間生放送される。ここでは全国の部員の悩みを、花道の先輩やゲストが解決していくことがメインとなる。
2011年度には日本PTA全国協議会の調査「子どもに見せたい番組」で6位にランクインした。
2012年4月から水曜日の同時間に放送されている『Rの法則』が月曜日から木曜日までの週4日の放送になるため、同番組は30分繰り下げの19:25 - 19:55の放送となっていた。
2012年4月7日より、2013年3月30日まで、復習と実践を目的とした教養・バラエティ番組『特盛り!テストの花道』（とくもり!テストのはなみち）が、毎週土曜日 10:00 - 11:00（JST）に生放送されていた（番組内にその週の『テストの花道』の再放送を内包）。
2014年4月からは新作は年1本しか制作されず、その他は過去の再放送による『テストの花道アンコール』として放送されていた。放送される内容は2013年度のものであり、放送順は違うが本放送を含めて3年連続同じ内容が放送されていた。

## 出演者

### MC・語り
MC
- 所ジョージ（ベンブ顧問（初代顧問）。ニューベンゼミでは肖像画で登場）
- 城島茂（TOKIO、ベンブ部長（無印）→ゼミ長（2016年度）→ニューベンゼミ顧問（2代目顧問）（2017年度））
- 中田敦彦（オリエンタルラジオ、ベンブコーチ。2012年度の『特盛り!テストの花道』でMC）
- バカリズム（先輩。ニューベンゼミMC（2016年度のみ））
- 橋本環奈（新人。ニューベンゼミMC[注釈 1]（2016年度のみ））

進行アナウンサー（ベンブマネージャー=「美人マネージャー」と自称することになっている）
- 荒木美和（2010年度）
- 渡邊佐和子（2011年度 - 2014年度の新作まで。『特盛り!テストの花道』でも進行を担当）

ナレーション
- 佐藤賢治（無印）
- 川津泰彦（テストの寄り道）
- 新田恵海（ニューベンゼミ）

### ベンブ部員
2010年度 - 2014年度の新作まで
- 全員が現役の高校生。

第一期：男子5人女子12人（レギュラーと準レギュラーに分かれている）
第二期：男子4人女子17人
ベン部ナンバー順
| ベン部ナンバー | 名前       | ニックネーム | 2010年度 | 2011年度 | 2012年度 | 2013年度 | 備考                                                                |
| -------------- | ---------- | ------------ | -------- | -------- | -------- | -------- | ------------------------------------------------------------------- |
| A-0001         | 清水富美加 | ふうちゃん   | ○        | ○        | ○        | -        | ラブベリー元専属モデル、 2010年全国高校ラグビーイメージキャラクター |
| A-0002         | 中村竜之慎 | リョウノシン | ○        | ○        | ○        | -        |                                                                     |
| A-0003         | 小泉円花   | ずみちん     | ○        | -        | -        | -        |                                                                     |
| A-0004         | 岡田真実   | おかまみ     | ○        | -        | -        | -        |                                                                     |
| A-0005         | 波多野美希 | みき         | ○        | -        | -        | -        |                                                                     |
| A-0006         | 真田佑馬   | サナピー     | ○        | -        | -        | -        | ジャニーズJr.いいとも青年隊【noon boyz】                            |
| A-0007         | 五十嵐令子 | れいちゃん   | ○        | ○        | -        | -        |                                                                     |
| A-0008         | 今井ひかる | ひかる姉さん | ○        | -        | -        | -        | 女子高生レースクイーン                                              |
| A-0009         | 広瀬ゆうき | ゆうき       | ○        | ○        | -        | -        |                                                                     |
| A-0010         | 野澤祐樹   | のんちゃん   | ○        | -        | -        | -        | ジャニーズJr.いいとも青年隊【noon boyz】                            |
| A-0011         | 宗田淑     | しゅくたん   | ○        | ○        | ○        | -        | ラブベリー元専属モデル                                              |
| A-0012         | 梅澤悠斗   | うめ         | ○        | ○        | ○        | -        |                                                                     |
| A-0013         | 比嘉梨乃   | ヒガリノ     | ○        | -        | -        | -        |                                                                     |
| A-0014         | 菊池裕樹   | きっちー     | ○        | -        | -        | -        |                                                                     |
| A-0015         | 和田彩花   | DAWA         | ○        | ○        | ○        | -        | スマイレージ(当時)                                                  |
| A-0016         | 倉益悠希   | ゆーき       | ○        | ○        | ○        | -        | Girl〈s〉ACTRY                                                      |
| A-0017         | 伊藤結季   | いち         | ○        | ○        | -        | -        |                                                                     |
| A-0018         | 臼井千晶   | ちあき       | -        | ○        | -        | -        |                                                                     |
| A-0019         | 田崎アヤカ | あっくん     | -        | ○        | ○        | -        | Hana*chu→元専属モデル                                               |
| A-0020         | 川上リサ   | リサ         | -        | ○        | -        | -        |                                                                     |
| A-0021         | 仲田拡輝   | ヒロキ       | -        | ○        | -        | -        | ジャニーズJr.                                                       |
| A-0022         | 田中美帆   | みーちぇき   | -        | ○        | ○        | -        |                                                                     |
| A-0023         | 岡本怜子   | おかぴー     | -        | ○        | -        | -        |                                                                     |
| A-0024         | 松嶋七星   | なな         | -        | ○        | ○        | -        |                                                                     |
| A-0025         | 優希       | うきちゃん   | -        | ○        | ○        | -        |                                                                     |
| A-0026         | 半澤暁     | アカツキ     | -        | ○        | -        | -        | ジャニーズJr.                                                       |
| A-0027         | 山田彩     | 山ちゃん     | -        | ○        | ○        | ○        |                                                                     |
| A-0028         | 宮城とわ   | とわ         | -        | ○        | ○        | -        |                                                                     |
| A-0029         | 日下部美和 | みわ         | -        | ○        | ○        | ○        |                                                                     |
| A-0030         | 小林麗菜   | れいな       | -        | ○        | ○        | -        |                                                                     |
| A-0031         | 佐藤初     | うい         | -        | -        | ○        | ○        |                                                                     |
| A-0032         | 秋葉瑠世   | りゅーせい   | -        | -        | ○        | -        | ジャニーズJr.                                                       |
| A-0033         | 伊藤梨沙子 | りっちゃん   | -        | -        | ○        | -        | すイエんサーガールズ、おはスタ元おはガール                          |
| A-0034         | 野中葵     | アオちゃん   | -        | -        | ○        | -        | nicola元専属モデル                                                  |
| A-0035         | 寺坂尚呂己 | テラちゃん   | -        | -        | ○        | ○        | EBiDAN カスタマイZ                                                  |
| A-0036         | 御園レイヤ | レイヤ       | -        | -        | ○        | -        |                                                                     |
| A-0037         | 髙見奈央   | たっかみー   | -        | -        | ○        | ○        | ラブベリー元専属モデル、ベイビーレイズ                              |
| A-0038         | 松田和佳   | わかちぃ     | -        | -        | ○        | ○        | ラブベリー元専属モデル                                              |
| A-0039         | 松田梨紗子 | まつだ       | -        | -        | ○        | -        |                                                                     |
| A-0040         | 木咲樹音   | じゅね       | -        | -        | ○        | ○        | 天才てれびくんMAX元てれび戦士                                       |
| A-0041         | 小林瑞生   | みずき       | -        | -        | ○        | ○        | ジャニーズJr.                                                       |
| A-0042         | 渡邊エリー | えりー       | -        | -        | ○        | -        | 天才てれびくんMAX元てれび戦士                                       |
| A-0043         | 黒島結菜   | マッシュ     | -        | -        | ○        | ○        |                                                                     |
| A-0044         | 大矢梨華子 | リコピン     | -        | -        | ○        | -        | ラブベリー元専属モデル、ベイビーレイズ                              |
| A-0045         | 後藤美弥   | みや         | -        | -        | ○        | -        |                                                                     |
| A-0046         | 糟谷健二   | けんじ       | -        | -        | ○        | ○        |                                                                     |
| A-0047         | 櫻井杏美   | あみみ       | -        | -        | ○        | -        | スマイル学園                                                        |
| A-0048         | 水越朝弓   | こっしー     | -        | -        | ○        | ○        |                                                                     |
| A-0049         | 関根梓     | せっきー     | -        | -        | ○        | ○        | アップアップガールズ（仮）                                          |
| A-0050         | 岡ほのか   | ほーさん     | -        | -        | -        | ○        |                                                                     |
| A-0051         | 小川杏     | あんころ     | -        | -        | -        | ○        |                                                                     |
| A-0052         | 沢井遥     | はるか       | -        | -        | -        | ○        |                                                                     |
| A-0053         | 内田純     | 純           | -        | -        | -        | ○        |                                                                     |
| A-0054         | 加藤ジーナ | ジーナ       | -        | -        | -        | ○        | 天才てれびくんMAX元てれび戦士                                       |
| A-0055         | 能勢桜     | さーちゃん   | -        | -        | -        | ○        |                                                                     |
| A-0056         | 古畑星夏   | せいか       | -        | -        | -        | ○        | nicola元専属モデル、イマドキガール                                  |
| A-0057         | 榮林桃伽   | ちぃもも     | -        | -        | -        | ○        |                                                                     |
| A-0058         | 小林歩乃佳 | ほんぴぃ     | -        | -        | -        | ○        |                                                                     |
| A-0059         | 富田玲奈   | れな         | -        | -        | -        | ○        |                                                                     |
| A-0060         | 竹内朱莉   | タケちゃん   | -        | -        | -        | ○        | スマイレージ(当時)                                                  |

### ゼミ生
2017年度
- 現役の中学生・高校生。☆のゼミ生はレギュラー出演者。

50音順
| 名前       | ニックネーム | 2017年度 | 備考                               |
| ---------- | ------------ | -------- | ---------------------------------- |
| 亜蓮       | アレン       | ○        |                                    |
| 小椋梨央   | りお         | ○        |                                    |
| 岡田結実   | ゆい         | ☆        | ゼミ長                             |
| 尾碕真花   | ねーさん     | ○        |                                    |
| 鎌田彩樺   | あやから     | ○        |                                    |
| 菊池宇晃   | KB           | ○        |                                    |
| 北井蒼空   | そら         | ○        |                                    |
| 北村燦來   | さんご       | ○        |                                    |
| キッド映恋 | エレミン     | ○        |                                    |
| 熊澤風花   | くまぷー     | ○        |                                    |
| 駒井蓮     | れん         | ○        |                                    |
| 佐々木七海 | ななみん     | ○        |                                    |
| 曽根咲桜   | さくらもち   | ○        |                                    |
| 富田明里   | とみあか     | ○        |                                    |
| 羽佐田絵梨 | だっちょ     | ○        |                                    |
| 藤井凛華   | りんたん     | ○        |                                    |
| 船木結     | ふなっき     | ○        | カントリー・ガールズ、アンジュルム |
| 前田旺志郎 | おうしろう   | ☆        |                                    |
| 松井奏     | みなと       | ○        | ジャニーズJr.                      |
| 安田愛里   | ぴょん       | ○        |                                    |
| 梁川奈々美 | やなみん     | ○        | カントリー・ガールズ、Juice=Juice  |
| 矢野祐子   | ゆの         | ○        |                                    |
| 山中愛莉彩 | ありめ       | ○        | フジコーズ2期生                    |
| 和田優希   | わっち       | ○        | ジャニーズJr.                      |

### 花道の先輩
大学生または大学院生、所属は収録時点のもの。
- 秋田紗矢子（慶應義塾大学） （法学部）
- 岡本伊織（東京大学）（経済学部）
- 齋藤昭雄（慶應義塾大学）（商学部）
- 柴田奈々（慶應義塾大学） （同上）
- 砂川博範（早稲田大学） （教育学部）
- 立石亮（東京大学）（法学部）
- 天明麻衣子（東京大学）（文学部）[注釈 4]
- 長谷川将己（早稲田大学）（理工学部）
- 飯田陽一郎（東京大学）（工学部）
- 杉本昌毅（早稲田大学）（政治経済学部）
- 黒田夏輝（慶應義塾大学）（経済学部）
- 日下知香（慶應義塾大学）（商学部）
- 八角梨紗（早稲田大学）（先進理工学部）[注釈 5]
- 太田千裕（お茶の水女子大学）（理学部）
- 山田有紗（お茶の水女子大学）（同上）
- 菊地昌吾（早稲田大学）（社会科学部）
- 林美玖（早稲田大学）（文学部）
- 兒玉俊一（慶應義塾大学）（総合政策学部）
- 川良健二（東京医科歯科大学）（医学部）
- 長澤理恵子（東京大学）（法学部）
- 島村裕矢（早稲田大学）（文化構想学部）
- 長澤瑛一郎（慶應義塾大学）（経済学部）
- 南友里（東京工業大学）（修士1年）

※この他にも特番やキャンパス見学などでスポット出演した大学生も存在する。

## スタッフ
- ナレーション：佐藤賢治（テストの花道）、川津泰彦（テストの寄り道）、新田恵海 (ニューベンゼミ)
- 構成：涌田理絵
- 撮影：安味英俊
- 照明：中島清五郎
- 音声：竹内浩史、湯澤春城
- 音響効果：川口真平、大貫孝輔
- 映像デザイン：服部竜馬
- 取材：矢合清
- ディレクター：たむらようこ（放送作家）、池田修、川津泰彦（テストの寄り道ナレーション）
- 演出：加地克也（トスプランニング）
- プロデューサー：小泉頼夫、中村倫久
- 制作統括：宮坂佳代子、若井俊一郎、古田尚磨、橋本太朗
- 制作協力：トスプランニング、ハイホーTV
- 制作：NHKエデュケーショナル
- 制作・著作：NHK

## 放送時間
- パイロット版
  - 2010年2月23日 19:25 - 19:55
- レギュラー放送
  - 本放送：月曜日 18:55 - 19:25（2012年3月まで）
    - ただし、高校野球などが延長になってEテレで継続放送される際は、繰り下げ放送を行わず、土曜日の再放送枠を本放送枠として放送する。

  - 再放送：土曜日 9:25 - 9:55（2012年3月まで）
  - テストの寄り道：土曜日 9:55 - 10:00（2011年3月まで）
  - 本放送：月曜日 19:25 - 19:55（2012年4月 - 2014年3月）
  - 特盛り!テストの花道：土曜日 10:00 - 11:00（2012年4月 - 2013年3月）
    - この中で、10:05～10:15ごろからこの週の再放送を流す。
    - 月曜日の放送が過去の再放送だった場合は、土曜日は生放送部分がなく過去の再放送を2本流す。

  - 再放送：土曜日 10:00 - 10:30（2013年4月 - 2016年3月）
    - 2014年4月からは『テストの花道アンコール』として放送[5]。

  - このほか、不定期で主に土日祝日の16:00ごろに、好評だった回を再々放送している。
  - 本放送：月曜日 19:25 - 19:55（2016年4月から）
    - 本放送・再放送ともに「ニューベンゼミ」（新作）が放送される

  - 再放送：土曜日 10:30 - 11:00（2016年4月から）

## 放送リスト

### パイロット版
| 回 | タイトル       | 初回放送日     |
| -- | -------------- | -------------- |
| 1  | 発想の扉を開く | 2010年02月23日 |

### 2010年度
| 回 | タイトル                                             | 初回放送日           |
| -- | ---------------------------------------------------- | -------------------- |
| 2  | 要約力のカギ                                         | 2010年03月29日       |
| 3  | 情報を読み取る力                                     | 2010年04月05日       |
| 4  | 集中力のスイッチを入れる                             | 2010年04月12日       |
| 5  | 仮説の立て方                                         | 2010年04月19日       |
| 6  | 比べるチカラ                                         | 2010年04月26日       |
| 7  | キャンパスツアー～大学とは?～                        | 2010年05月03日       |
| 8  | キャンパスツアー～大学生に質問～                     | 2010年05月10日       |
| 9  | 自分流 暗記術のススメ                                | 2010年05月17日       |
| 10 | 根拠をはっきり言うチカラ                             | 2010年05月24日       |
| 11 | 花道の先輩ドキュメント                               | 2010年05月31日       |
| 12 | 文章を書くチカラ                                     | 2010年06月7日        |
| 13 | 類推するチカラ                                       | 2010年06月14日       |
| 14 | ベンブ キャンパスツアー                              | 2010年07月05日       |
| 15 | ベンブ キャンパスツアー パート2                      | 2010年07月12日       |
| 16 | ノート大変身                                         | 2010年07月19日       |
| 17 | ノート大変身 パート2                                 | 2010年07月26日       |
| 18 | スペシャル 夏休み!先輩が教えてくれる弱点克服合宿     | 2010年08月02日 ※55分 |
| 19 | 新たな発想をするチカラ                               | 2010年08月30日       |
| 20 | AO入試対策 自分を伝えるチカラ                        | 2010年09月06日       |
| 21 | AO入試対策パート2 小論文                             | 2010年09月13日       |
| 22 | つながりを見つけるチカラ                             | 2010年09月20日       |
| 23 | 考えるチカラ国際テストに挑戦!                        | 2010年09月27日       |
| 24 | 花道の先輩ドキュメント 第2弾                         | 2010年10月04日       |
| 25 | 修正するチカラ                                       | 2010年10月11日       |
| 26 | キャンパスツアー これが東大だ!                       | 2010年10月18日       |
| 27 | キャンパスツアー これが東大だ! パート2               | 2010年10月25日       |
| 28 | 聴くチカラ                                           | 2010年11月01日       |
| 29 | 伝えるチカラ                                         | 2010年11月08日       |
| 30 | 解釈するチカラ                                       | 2010年11月15日       |
| 31 | 集中力カスタマイズ                                   | 2010年11月22日       |
| 32 | 計画するチカラ                                       | 2010年12月06日       |
| 33 | 年末総合力テストスペシャル                           | 2010年12月20日       |
| 34 | 新春!受験直前スペシャル! BENBUノート作成プロジェクト | 2011年01月02日 ※55分 |
| 35 | 受験直前！失敗防止策スペシャル                       | 2011年01月10日       |
| 36 | 置き換えるチカラ                                     | 2011年02月14日       |
| 37 | 疑問をもつチカラ                                     | 2011年02月21日       |
| 38 | 分類するチカラ                                       | 2011年02月28日       |
| 39 | 自分を知るチカラ                                     | 2011年03月07日       |
| 40 | 花道大成功スペシャル                                 | 2011年03月21日       |

### 2011年度
| 回 | タイトル                                       | 初回放送日            |
| -- | ---------------------------------------------- | --------------------- |
| 41 | 計画を立てるチカラ パート1                     | 2011年03月28日        |
| 42 | 計画を立てるチカラ パート2                     | 2011年04月04日        |
| 43 | もっと疑問を持つチカラ                         | 2011年04月11日        |
| 44 | 情報を整理するチカラ                           | 2011年04月18日        |
| 45 | 暗記するチカラ                                 | 2011年04月25日        |
| 46 | 文章を読むチカラ                               | 2011年05月02日        |
| 47 | 発想するチカラ1 広げるの段                     | 2011年05月09日        |
| 48 | 発想するチカラ2 まとめるの段                   | 2011年05月16日        |
| 49 | 東日本大震災 いまできることを考える            | 2011年05月23日        |
| 50 | 花道の先輩ドキュメント 第3弾                   | 2011年05月30日        |
| 51 | 集中するチカラ 第3弾                           | 2011年06月06日        |
| 52 | もっと比べるチカラ                             | 2011年06月13日        |
| 53 | BENBUキャンパスツアー 日本体育大学             | 2011年06月20日        |
| 54 | BENBUキャンパスツアー 東京工業大学             | 2011年06月27日        |
| 55 | 夏休み勉強法 7月スタート編                     | 2011年07月18日        |
| 56 | 夏休み勉強法 やるぞ!8月編                      | 2011年07月25日        |
| 57 | スペシャル この夏!できることを考える           | 2011年08月01日 ※60分  |
| 58 | 頭フル回転シリーズその1 問いを発する           | 2011年09月05日        |
| 59 | 頭フル回転シリーズその2 パッとまとめる         | 2011年09月12日        |
| 60 | 頭フル回転シリーズその3 人と違う発想をする     | 2011年09月19日        |
| 61 | 頭フル回転シリーズその4 主張をキラッと光らせる | 2011年09月26日        |
| 62 | 頭フル回転シリーズその5 小論文を書く           | 2011年10月03日        |
| 63 | 頭フル回転シリーズその6 自分を伝える           | 2011年10月10日        |
| 64 | 推理するチカラ                                 | 2011年10月17日        |
| 65 | 花道流お悩み解決法                             | 2011年10月24日        |
| 66 | 要点をつかむ                                   | 2011年10月31日        |
| 67 | 分析するチカラ                                 | 2011年11月07日        |
| 68 | ハマる!集中力                                  | 2011年11月14日        |
| 69 | BENBUキャンパスツアー 東京芸術大学             | 2011年11月21日        |
| 70 | BENBUキャンパスツアー 東京海洋大学             | 2011年11月28日        |
| 71 | 先輩に聞く!1か月前必勝法                       | 2011年12月05日        |
| 72 | 質問するチカラ                                 | 2011年12月12日        |
| 73 | 調べるチカラ                                   | 2011年12月19日        |
| 74 | スペシャル 考えるチカラでお年玉スペシャル      | 2012年01月01日 ※120分 |
| 75 | 試験直前!先輩はこんなことをしていたスペシャル  | 2012年01月09日        |
| 76 | 知識をホンモノにする                           | 2012年02月06日        |
| 77 | 自分の観点を持つ                               | 2012年02月13日        |
| 78 | その時どう考えたのか?～ポイントになった発想～  | 2012年03月19日        |
| 79 | 大成功スペシャル                               | 2012年03月26日 ※50分  |

### 2012年度
| 回  | タイトル                                              | 初回放送日            |
| --- | ----------------------------------------------------- | --------------------- |
| 80  | 新学期スタートシリーズ 授業が身につくノート術         | 2012年04月02日        |
| 81  | 新学期スタートシリーズ 授業が身につくノート術パート2  | 2012年04月09日        |
| 82  | 新学期スタートシリーズ 日本語をおいしく読む           | 2012年04月16日        |
| 83  | 新学期スタートシリーズ おっ!と思われる文章を書く      | 2012年04月23日        |
| 84  | 新学期スタートシリーズ キミの話は伝わらない!          | 2012年04月30日        |
| 85  | 解決力UPシリーズその1 悩みを変換する                  | 2012年05月07日        |
| 86  | 解決力UPシリーズその2 やることが見える                | 2012年05月14日        |
| 87  | 花道 中間テスト                                       | 2012年05月21日        |
| 88  | ゲームで頭フル回転!                                   | 2012年05月28日        |
| 89  | 花道の先輩ドキュメント 壁を乗り越える3つの方法        | 2012年06月04日        |
| 90  | 図で考える                                            | 2012年06月11日        |
| 91  | BENBUキャンパスツアー 東北大学 パート1                | 2012年06月18日        |
| 92  | BENBUキャンパスツアー 東北大学 パート2                | 2012年06月25日        |
| 93  | 日本語をおいしく読む 第2弾                            | 2012年07月02日        |
| 94  | 思いこみに気づく                                      | 2012年07月09日        |
| 95  | スペシャル 真夏の全国暗記大会                         | 2012年08月20日 ※60分  |
| 96  | AO・推薦入試対策シリーズその1 “顔が見える”志望理由書  | 2012年08月27日        |
| 97  | AO・推薦入試対策シリーズその2 いいね!と言われる小論文 | 2012年09月03日        |
| 98  | AO・推薦入試対策シリーズその3“伝わる”面接             | 2012年09月10日        |
| 99  | 解き方を引き出す                                      | 2012年09月17日        |
| 100 | 自分で選ぶチカラ                                      | 2012年09月24日        |
| 101 | 差がつく!段取り力                                     | 2012年10月01日        |
| 102 | やる気アタマをつくる                                  | 2012年10月08日        |
| 103 | 先輩に聞く!グンッと伸びたきっかけ                     | 2012年10月15日        |
| 104 | 集中のスイッチON!                                     | 2012年10月22日        |
| 105 | 問題を読み解く                                        | 2012年11月05日        |
| 106 | BENBUキャンパスツアー 慶應義塾大学 パート1            | 2012年11月12日        |
| 107 | BENBUキャンパスツアー 慶應義塾大学 パート2            | 2012年11月19日        |
| 108 | ○○をして合格を勝ち取りましたスペシャル                | 2012年11月26日        |
| 109 | 徹底活用シリーズ第1弾“人”                             | 2012年12月03日        |
| 110 | 徹底活用シリーズ第2弾“モノ”                           | 2012年12月10日        |
| 111 | 徹底活用シリーズ第3弾“場所”                           | 2012年12月17日        |
| 112 | スペシャル 本番直前受験生応援スペシャル               | 2013年01月02日 ※120分 |
| 113 | 緊張に勝つ!5つの方法                                  | 2013年01月07日        |
| 114 | そこなのか!成績アップのツボ・国語編                   | 2013年02月04日        |
| 115 | 花道流・定期テスト必勝法!                             | 2013年02月11日        |
| 116 | そこなのか!成績アップのツボ・英語編                   | 2013年02月18日        |
| 117 | できるアイツの勉強法                                  | 2013年02月25日        |
| 118 | 役立った!大成功ベスト10                               | 2013年03月18日        |
| 119 | 勉強が続く!計画のツボ                                 | 2013年03月25日        |

### 2013年度
| 回  | タイトル                                               | 初回放送日           |
| --- | ------------------------------------------------------ | -------------------- |
| 120 | 点数アップにつながる!知っておきたい日本語              | 2013年04月01日       |
| 121 | 発見!そこが君の落とし穴だ!                             | 2013年04月08日       |
| 122 | 国語のツボ!記述の“公式”                                | 2013年04月15日       |
| 123 | 成績を伸ばすカギ“ノート術”                             | 2013年04月22日       |
| 124 | 集中力を支配する!                                      | 2013年04月29日       |
| 125 | もう忘れない!中高生からの記憶法                        | 2013年05月06日       |
| 126 | 部活も勉強も!時間活用の達人                            | 2013年05月13日       |
| 127 | “人に教える”勉強法                                     | 2013年05月20日       |
| 128 | 勉強が続く!根気の秘策                                  | 2013年05月27日       |
| 129 | テストはお宝だ!解き直しの極意                          | 2013年06月03日       |
| 130 | カッコいい日本語!                                      | 2013年06月10日       |
| 131 | 発見!自分ならではの観点                                | 2013年06月17日       |
| 132 | 進む道が見える!                                        | 2013年06月24日       |
| 133 | “サンドイッチ”で文章攻略                               | 2013年07月01日       |
| 134 | 花道の先輩に聞け!お悩み相談スペシャル                  | 2013年07月08日       |
| 135 | 後悔しない!夏休み15の秘策                              | 2013年07月15日       |
| 136 | スペシャル 夏休み!ベンブ10万人の声!!苦手克服スペシャル | 2013年08月05日 ※60分 |
| 137 | 今スグ使える!勉強法プレゼン選手権                      | 2013年08月26日       |
| 138 | 国語の公式 記述問題に勝つ!                             | 2013年09月02日       |
| 139 | できるヤツに変身!日本語探検隊                          | 2013年09月09日       |
| 140 | “思いつくチカラ”をつける!                              | 2013年09月16日       |
| 141 | 勝つ面接へ!3つの極意                                   | 2013年09月23日       |
| 142 | 小論文は“型”で勝つ!                                    | 2013年09月30日       |
| 143 | ゴールから考える!                                      | 2013年10月14日       |
| 144 | 伸び悩みからの脱出法                                   | 2013年10月21日       |
| 145 | 今日からできる!カンタン予習法                          | 2013年10月28日       |
| 146 | 面白がるチカラ!                                        | 2013年11月04日       |
| 147 | ケアレスミスをなくす!                                  | 2013年11月11日       |
| 148 | 英語のニガテ克服!時制がスッキリわかるワザ!             | 2013年11月25日       |
| 149 | 数学って面白い!                                        | 2013年12月02日       |
| 150 | もっとできるヤツに変身!日本語探検隊2                   | 2013年12月09日       |
| 151 | 暗記紅白★プレゼン合戦!                                 | 2013年12月23日       |
| 152 | コレで安心!入試直前対策                                | 2014年01月11日       |
| 153 | 受験に勝つ!カラダとココロのつくり方                    | 2014年01月27日       |
| 154 | 脱!話ベタ 伝える力をつける!                            | 2014年02月03日       |
| 155 | 今がチャンス!花道流基礎固め術                          | 2014年02月17日       |
| 156 | やっててよかった!あの勉強                              | 2014年02月24日       |
| 157 | 勉強パフォーマンス選手権!                              | 2014年03月03日       |
| 158 | 面白がって点数UP!～英語&国語～                         | 2014年03月10日       |
| 159 | 面白がって点数UP!～理科&社会～                         | 2014年03月17日       |

### 2014年度 - 2015年度
| 回  | タイトル                         | 初回放送日     |
| --- | -------------------------------- | -------------- |
| 160 | 夏休み!体感!ニガテ解消スペシャル | 2014年08月09日 |
| 161 | ニューベン大放出スペシャル       | 2015年09月05日 |

### 2016年度
| 回  | タイトル                                                   | 初回放送日     |
| --- | ---------------------------------------------------------- | -------------- |
| 162 | 人気動画クリエーター大集合で勉強動画SP                     | 2016年04月04日 |
| 163 | 今週も勉強動画満載！エグスプロージョン&大関れいか          | 2016年04月11日 |
| 164 | さらに今週も面白勉強動画！Masuo登場！                      | 2016年04月18日 |
| 165 | 4月はとことん面白勉強動画！井上宛子で胸キュン！            | 2016年04月25日 |
| 166 | テスト暗記に役立つ勉強動画！Masuo＆Fischer's登場！         | 2016年05月02日 |
| 167 | 勉強動画でスキマ時間をフル活用！アナクロニスティック登場！ | 2016年05月16日 |
| 168 | ニガテ教科克服（1）日本史SP！エグスプロージョン登場        | 2016年05月30日 |
| 169 | ニガテ教科克服（2）古文ＳＰ！橋本環奈＆井上苑子            | 2016年06月06日 |
| 170 | ニガテ教科克服（3）世界史＆化学＆英語SP！                  | 2016年06月13日 |
| 171 | ニガテ教科克服（4）国語SP！厚切りジェイソン登場            | 2016年06月20日 |
| 172 | 動画で学ぶ！志望理由書３つの極意！                         | 2016年06月27日 |
| 173 | 動画で学ぶ！ テスト見直しのコツ！                          | 2016年07月11日 |
| 174 | 動画で学ぶ！相手に伝わる面接術！                           | 2016年07月18日 |
| 175 | みんなで勉強動画をつくっちゃおうSP！                       | 2016年07月25日 |
| 176 | みんなで勉強動画をつくっちゃおうSP〜古文合唱               | 2016年08月29日 |
| 177 | ニガテ教科克服 英語SP！厚切り＆ゴンゾー                    | 2016年09月05日 |
| 178 | ニガテ教科克服 理科SP！エビ中＆HG＆横澤夏子                | 2016年09月12日 |
| 179 | 国語で学ぶ！美しい日本語SP                                 | 2016年09月19日 |
| 180 | 悩み＆ギモンに理科で答えちゃおうSP                         | 2016年09月26日 |
| 181 | N1グランプリ（前編）                                       | 2016年10月17日 |
| 182 | N1グランプリ（後編）                                       | 2016年10月24日 |
| 183 | 国語SP！長文問題もこれでバッチリ！                         | 2016年10月31日 |
| 184 | 動画で学ぶ！集中力＆やる気アップ勉強法                     | 2016年11月07日 |
| 185 | ”流れ”で覚える日本史！エグスプロージョン                   | 2016年11月14日 |
| 186 | 忙しい中高校生必見！スキマ時間勉強法                       | 2016年11月21日 |
| 187 | 難関大学合格のセンパイ直伝！暗記法SP                       | 2016年11月28日 |
| 188 | もう忘れない！記憶をガッチリ定着させる勉強法               | 2016年12月05日 |
| 189 | 新テストにも対応！大喜利で”発想力”を鍛える！               | 2016年12月12日 |
| 190 | 現役大学生が選ぶ！本当に役立つ動画ベスト５                 | 2016年12月19日 |
| 191 | やる気＆成績アップ！家でできる勉強のひと工夫               | 2017年01月09日 |
| 192 | 数学！関数も文章題も公式も好きになっちゃうSP               | 2017年01月16日 |
| 193 | 受験シーズン到来！ もう1点を取りにいくスゴ技SP             | 2017年01月23日 |
| 194 | これが合格へのカギ！入試当日までの準備                     | 2017年02月06日 |
| 195 | 入試会場でできる！実力を100%出し切る裏ワザ                 | 2017年02月13日 |
| 196 | 授業を最大限に有効活用！究極の授業ノートの作り方           | 2017年02月20日 |
| 197 | 授業ノートをバージョンアップ！これが最強ノート術           | 2017年02月27日 |
| 198 | 春休みは弱点克服！オススメ復習法はコレだ！                 | 2017年03月06日 |
| 199 | 使いこなせば成績アップ！？驚きの最新文房具SP               | 2017年03月13日 |
| 200 | やりたい仕事を見つける！                                   | 2017年03月27日 |

### 2017年度
| 回  | タイトル                                         | 初回放送日     |
| --- | ------------------------------------------------ | -------------- |
| 201 | 受験のブラックボックス！？”内申書”攻略法         | 2017年04月03日 |
| 202 | 新テストも分かる！ニューベン流大学受験ガイダンス | 2017年04月10日 |
| 203 | いちばん身近で最強の勉強ツール！スマホ勉強法     | 2017年04月17日 |
| 204 | 新テストで対応！今すぐ使える”モヤモヤ”勉強法     | 2017年04月24日 |
| 205 | 成績がアップする”質問力”の鍛え方！               | 2017年05月08日 |
| 206 | ”論理的思考力”で得点力＆説得力をアップ！         | 2017年05月15日 |
| 207 | 今日からできる！成績がアップする勉強部屋改造法   | 2017年05月29日 |
| 208 | 成績表の見方が変わる！”模試”徹底活用法           | 2017年06月05日 |
| 209 | 思いが伝わる”志望理由書”必勝法                   | 2017年06月12日 |
| 210 | 面接官のホンネから学ぶ！面接攻略法               | 2017年06月19日 |
| 211 | ニューベン流キャンパスツアー（前編）             | 2017年06月26日 |
| 212 | ニューベン流キャンパスツアー（後編）             | 2017年07月03日 |
| 213 | 手帳を活用！成績アップのスケジュール管理術       | 2017年07月10日 |
| 214 | 夏休み直前！受験生のお悩みズバッと解決SP！       | 2017年07月17日 |
| 215 | 長文問題に強くなる！芥川賞作家の文章術           | 2017年07月31日 |
| 216 | ”推理力”を鍛えて解答スピードをアップ！           | 2017年08月28日 |
| 217 | クイズで伝授！２学期を勝ち抜くための勉強法       | 2017年09月04日 |
| 218 | お宝満載！小論文 ”ダイヤモンド” 必勝法           | 2017年09月11日 |
| 219 | 残暑にお届け！勉強”失敗”恐怖体験                 | 2017年09月18日 |
| 220 | 効果バツグン！”友だちと一緒”勉強法               | 2017年09月25日 |
| 221 | 英語が苦手でも大丈夫！”留学”のススメ             | 2017年10月02日 |
| 222 | 長文問題に有利！驚きの”速読”トレーニング         | 2017年10月09日 |
| 223 | 誘惑の秋に打ち勝つ！モチベーションアップ法       | 2017年10月16日 |
| 224 | 入試に出る”時事問題”を大予想！                   | 2017年10月23日 |
| 225 | 実は高配点！英語リスニングで確実に得点する方法   | 2017年10月30日 |
| 226 | やる気が持続する！ゲーム式勉強法                 | 2017年11月06日 |
| 227 | 冬休み直前！勉強のお悩みズバッと解決SP           | 2017年11月13日 |
| 228 | 進路選びに役立つ！大学のユニーク研究大集合       | 2017年11月20日 |
| 229 | 進路選びに役立つ！大学のユニーク研究大集合（2）  | 2017年11月27日 |
| 230 | 入試直前！コンディションばっちり調整法           | 2017年12月11日 |
| 231 | 本番直前！１点もムダにしない！ケアレスミス防止法 | 2017年12月18日 |
| 232 | 本番直前！勉強のお悩みズバッと解決SP             | 2018年01月08日 |
| 233 | 受験まっただ中！まだ巻き返せる！下克上暗記術     | 2018年01月15日 |
| 234 | 受験シーズン！まだ間に合う”集中力”発揮法！       | 2018年01月22日 |
| 235 | クイズで学ぶ！勉強のスタートアップ術             | 2018年02月05日 |
| 236 | 国語にもSNSにも役立つ！語彙力アップSP            | 2018年02月19日 |
| 237 | 特別講義！勉強って意味あるの？SP                 | 2018年03月05日 |
| 238 | ムダをなくして成績アップ！勉強の段取り術         | 2018年03月12日 |
| 239 | 徹底取材！ニューベンジャーナル                   | 2018年03月19日 |
| 240 | 勉強法を総ざらい！卒業試験SP                     | 2018年03月26日 |

### ラジオでも花道
| 回 | タイトル                  | ch        | 放送日時                         |
| -- | ------------------------- | --------- | -------------------------------- |
| 1  | おおみそかスペシャル      | ラジオ第2 | 2010年12月31日 金曜日18:45-22:00 |
| 2  | 2011夏 真夏のお悩み相談会 | ラジオ第1 | 2011年08月01日 月曜日20:05-20:55 |
| 3  | 大みそか・お悩み相談会    | ラジオ第2 | 2011年12月31日 土曜日18:30-22:00 |

## 関連書籍
- 『テストの花道』（河出書房新社、2011年6月） ISBN 9784309245553
- 『テストの花道② 弱点攻略篇』（河出書房新社、2011年12月） ISBN 9784309245676
- 『テストの花道③ 地頭力アップ篇』（河出書房新社、2012年9月） ISBN 9784309246055
- 『テストの花道④ 総合力アップ篇』（河出書房新社、2014年2月）ISBN 978-4-309-24652-9
- 『花道の先輩の勉強法 こうして難関大学へ』（NHK出版、2012年11月） ISBN 9784140113127
- 『勉強力がぐんとアップする合格ノート術』（主婦と生活社、2013年3月） ISBN 9784391142983